# Edgardo "El Gordo" Oviedo
Edgardo Oviedo (Córdoba, Argentina; 1928 - Ibídem; 2 de octubre de 2020) fue un ilustrador, comediante, dibujante, narrador y humorista argentino de vasta trayectoria artística. Fue uno de los primeros que abrió la puerta del humor cordobés en la provincia de Buenos Aires.

## Carrera
Ladero de Alberto Cognigni, a quien conoció a través de "Pipo" Viale (el padre de Chichilo Viale), en la emblemática Revista Hortensia, empezó a contar cuentos cuando iba a la escuela primaria específicamente en el patio de la Escuela Mariano Moreno, y, con el paso de los años, vendió autos y neumáticos en el negocio de su padre, trabajó en un aserradero y fue empleado de EPEC. Cuando era adolescente, se inclinó a ver el lado dolido de las cosas, o al menos con un trazo de melancolía. “No tenés que hacer llorar a la gente”, le dijo alguna vez su mamá María Eva, cuando Edgardo terminó de leer una de sus redacciones en un acto escolar.
Era, además, hincha de Belgrano, club del que se hizo seguidor desde su infancia, en la casa paterna ubicada en Santa Rosa al 1800, barrio Alberdi.
En sus años en Hortensia, compartió espacio con el mismo Cognigni, Roberto Fontanarrosa, Peiró, Carlos Ortiz, Crist, Hermenegildo Sabat, Ian, Lolo Amengual, Chamartín, Caloi, Broccoli y otros.
En su paso por la provincia de Buenos Aires, trabajó en la revista Radiolandia 2000 y supo participar en el mítico programa de Pipo Mancera, Sábados Circulares. También trabajó en Argentinísima conducido por Julio Márbiz, y en Buenas Noches, Argentina con la conducción de Daniel Mendoza. Además, acompañó a Juan Alberto Badía en su programa radial A mi manera en Radio Mitre.
Incursionó en la actuación teatral siendo una importante figura en varias temporadas teatrales, personificó a “Negrazón”, uno de los personajes del más afamado dúo caricaturesco cordobés y era número cantado en los principales festivales de verano.
Participó de varias publicaciones y escribió libros entre los que se destacan Ríe el futbol y su gente (1996), Acarreando recuerdos del Club Atlético Belgrano (2003), Homenajes Historias Humor (2009) y, cuando cruzó la barrera de los 90 años, a comienzos del 2019 presentó un libro en el que recordó una buena parte de su vida y que se llamó El absurdo, cuna del humor.
Falleció el viernes 2 de octubre de 2020 a los 92 años tras severas complicaciones naturales en su salud.

## Televisión
- Argentinísima.
- Buenas Noches, Argentina.
- Sábados Circulares.

## Radio
- A mi manera.

## Libros
- Ríe el futbol y su gente
- Córdoba Rie
- Acarreando recuerdos del Club Atlético Belgrano
- Homenajes Historias Humor
- El absurdo, cuna del humor